# Großfiedrige Dahlie
Die Großfiedrige Dahlie (Dahlia pinnata) ist eine Pflanzenart aus der Gattung der Dahlien (Dahlia) in der Familie der Korbblütler (Asteraceae).

## Merkmale
Die Großfiedrige Dahlie ist eine ausdauernde krautige Pflanze mit einem Rhizom und Knollenwurzeln, die Wuchshöhen von 70 bis 120, selten bis 160 Zentimeter erreicht. Die Pflanze ist schwach rauhaarig. Der Stängel ist aufrecht und nur im Blütenstand verzweigt. Die Laubblätter sind meist einfach, nur selten sind sie doppelt fiederschnittig. Die Mittelrippe ist breit berandet. Die Blättchen sind eiförmig und 5 bis 10 Zentimeter lang. 
Die zwei bis acht Blütenkörbe weisen einen Durchmesser von 6 bis 10 Zentimeter auf und befinden sich auf 5 bis 15 Zentimeter langen Stielen. Die äußeren Hüllblätter sind verkehrteiförmig. Die acht Zungenblüten haben eine Länge von 3 bis 5 Zentimeter, sind eiförmig und rosa bis tiefviolett gefärbt.
Die Blütezeit reicht von Juli bis Oktober.

## Vorkommen
Die Großfiedrige Dahlie kommt in Mexiko in den Gebirgen um Mexiko-Stadt vor.

## Nutzung
Die Großfiedrige Dahlie wird selten als reine Art als Zierpflanze genutzt. Diese Art wurde bereits vor der Entdeckung Amerikas durch die Azteken kultiviert. Erst 1798 kam sie nach Madrid und um 1800 nach Deutschland. Die heutigen Dahlien-Hybriden der Garten-Dahlie (Dahlia × hortensis) gehen auf Kreuzungen der Scharlach-Dahlie  (Dahlia coccinea) und der Großfiedrigen Dahlie zurück.

## Synonyme
Synonyme für die Großfiedrige Dahlie (Dahlia pinnata) sind Dahlia rosea Cav. und Dahlia variabilis (Willd.) Desf.

## Belege
- Eckehardt J. Jäger, Friedrich Ebel, Peter Hanelt, Gerd K. Müller (Hrsg.): Rothmaler Exkursionsflora von Deutschland. Band 5: Krautige Zier- und Nutzpflanzen. Spektrum, Akademischer Verlag, Heidelberg 2008, ISBN 978-3-8274-0918-8.